# ساندرو كاردوسو دوس سانتوس
ساندرو كاردوسو دوس سانتوس (بالبرتغالية: Sandro Cardoso dos Santos‏) (22 مارس 1980 في ساو باولو في البرازيل – )؛ هو لاعب كرة قدم سابق كان يلعب كمهاجم.

## وصلات خارجية
- ساندرو كاردوسو دوس سانتوس على موقع رابطة كرة القدم اليابانية للمحترفين (اليابانية)
- ساندرو كاردوسو دوس سانتوس على موقع دوري كوريا الجنوبية (الإنجليزية)
- ساندرو كاردوسو دوس سانتوس على موقع قاعدة بيانات كرة القدم.إي يو (الإنجليزية)
- ساندرو كاردوسو دوس سانتوس على موقع Soccerway.com (الإنجليزية)
- ساندرو كاردوسو دوس سانتوس على موقع عالم كرة القدم.نت (الإنجليزية)